# Helmut Grundmann
Helmut Grundmann (* 28. November 1920 in Reichenbach am Eulengebirge/Niederschlesien; † 17. Mai 2009 in Heiligenstadt in Oberfranken) war ein deutscher baptistischer Pastor und von 1967 bis 1984 Generalsekretär der Europäisch-Baptistischen Mission.

## Leben
Helmut Grundmann absolvierte nach seiner Rückkehr aus dem Zweiten Weltkrieg, an dem er als Offizier teilgenommen hatte, ein einjähriges Gemeindepraktikum in der Evangelisch-Freikirchlichen Gemeinde Northeim. 1948 begann er mit einem Studium am Theologischen Seminar der deutschen Baptisten – zunächst in Wiedenest, wohin das Hamburg-Horner Seminar aufgrund der kriegsbedingten Zerstörungen seinen Studienbetrieb verlegt hatte, und später am eigentlichen Seminarstandort in Hamburg-Horn. Nach der theologischen Abschlussprüfung arbeitete Grundmann als Pastor auf Probe in der Evangelisch-Freikirchlichen Gemeinde Stade und erhielt 1953 seine Anerkennung als Pastor des Bundes Evangelisch-Freikirchlicher Gemeinden. Es folgten weitere Gemeindedienste in Konstanz und Singen (Hohentwiel) (bis 1962) sowie in Nürnberg (bis 1967). Danach berief ihn die Europäisch-Baptistische Mission zu ihrem Generalsekretär. Dieses Amt hatte er bis zu seinem Eintritt in den Ruhestand 1984 inne.
Neben dem Dienst innerhalb seiner Freikirche wirkte Helmut Grundmann auch in überkonfessionellen Funktionen. So arbeitete er in der Arbeitsgemeinschaft Evangelikaler Missionen und als Finanzverwalter im Vorstand der Deutschen Evangelischen Allianz. Für einige Jahre stand Grundmann als Präsident an der Spitze der Europäischen Evangelischen Allianz. Er gehörte zum Gründungs-Vorstand des Vereins Hilfe für Brüder.
Nach seinem Eintritt in den Ruhestand berief die Evangelisch-Freikirchliche Gemeinde Heiligenstadt in Oberfranken Grundmann für fünf Jahre zu ihrem Pastor und zum Seelsorger der angegliederten diakonischen Einrichtung Familienzentrum Heiligenstadt e. V.
Helmut Grundmann war seit 1943 mit Christa, geb. Röther, verheiratet. Das Ehepaar hatte drei Söhne und zwei Töchter. Seinen Ruhestand verlebte er mit seiner Frau im Seniorenzentrum Heiligenstadt in Oberfranken.